# Erich Übelacker (Ingenieur)

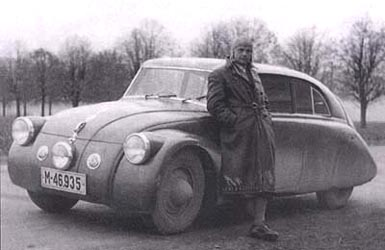
Erich Übelacker mit dem Tatra 77a coupe, 1935

Erich Übelacker (* 19. Oktober 1899 in Wien; † 30. Juni 1977 in Bremen) war ein tschechoslowakisch-deutscher Automobilkonstrukteur.

## Leben
Erich Übelacker studierte in Prag an der Deutschen Technischen Hochschule Maschinenbau. 1927 trat er eine Stelle beim Automobilhersteller Tatra an und war dort als Entwicklungsingenieur bis 1938 tätig. Zusammen mit seinem Chef Hans Ledwinka arbeitete er dort am Modell Tatra 57 und wesentlich an der Aerodynamik der sogenannten Stromlinienfahrzeuge der Serie Tatra 77, 77a, 87 und 97.
Im Anschluss daran war er bis 1941 für die Steyr-Werke tätig. Danach wechselte er zur Daimler-Benz AG.
Nach dem Zweiten Weltkrieg wurde Erich Übelacker, wie viele andere deutsche Ingenieure, von den Alliierten zwangsverpflichtet. In Frankreich konstruierte er bei Turbomeca in Pau Strahltriebwerke. Leiter der Gruppe war der spätere Chefkonstrukteur von Daimler-Benz, Fritz Nallinger. Danach trat Übelacker 1949 eine Ingenieursstelle beim deutschen Automobilhersteller Borgward an. Dort übernahm er später die Leitung der Abteilung „Sonderentwicklung“, wo unter anderem der Leichtbau-Sportwagen „Traumwagen“ entstand. Zudem entwickelte er mit seinem Team nach dem Baukastenprinzip verschiedene Boxermotoren mit 4 bis 10 Zylindern. Hintergrund war, dass diese Motoren in den Militärfahrzeugen (unter anderem Panzer) der zukünftigen Bundeswehr Verwendung finden sollten.
Nach dem Konkurs von Borgward wurde Erich Übelacker mit seiner Abteilung „Sonderentwicklung“ 1961 von Rheinstahl-Hanomag übernommen.